# Morentin
Morentin ist ein nordspanisches Dorf und eine Gemeinde (municipio) mit 107 Einwohnern (Stand: 2024) im Westen der Autonomen Gemeinschaft Navarra. 

## Lage und Klima
Morentin liegt gut 50 km (Fahrtstrecke) südwestlich von Pamplona bzw. ca. 50 km nordöstlich von Logroño in einer Höhe von ca. 535 m. Der Ega durchquert die Gemeinde. Das Klima ist gemäßigt bis warm; Regen (600 mm/Jahr) fällt überwiegend im Winterhalbjahr.

## Bevölkerungsentwicklung
| Jahr      | 1970 | 1981 | 1991 | 2001 | 2011 | 2021 |
| Einwohner | 193  | 131  | 135  | 149  | 134  | 116  |

## Sehenswürdigkeiten

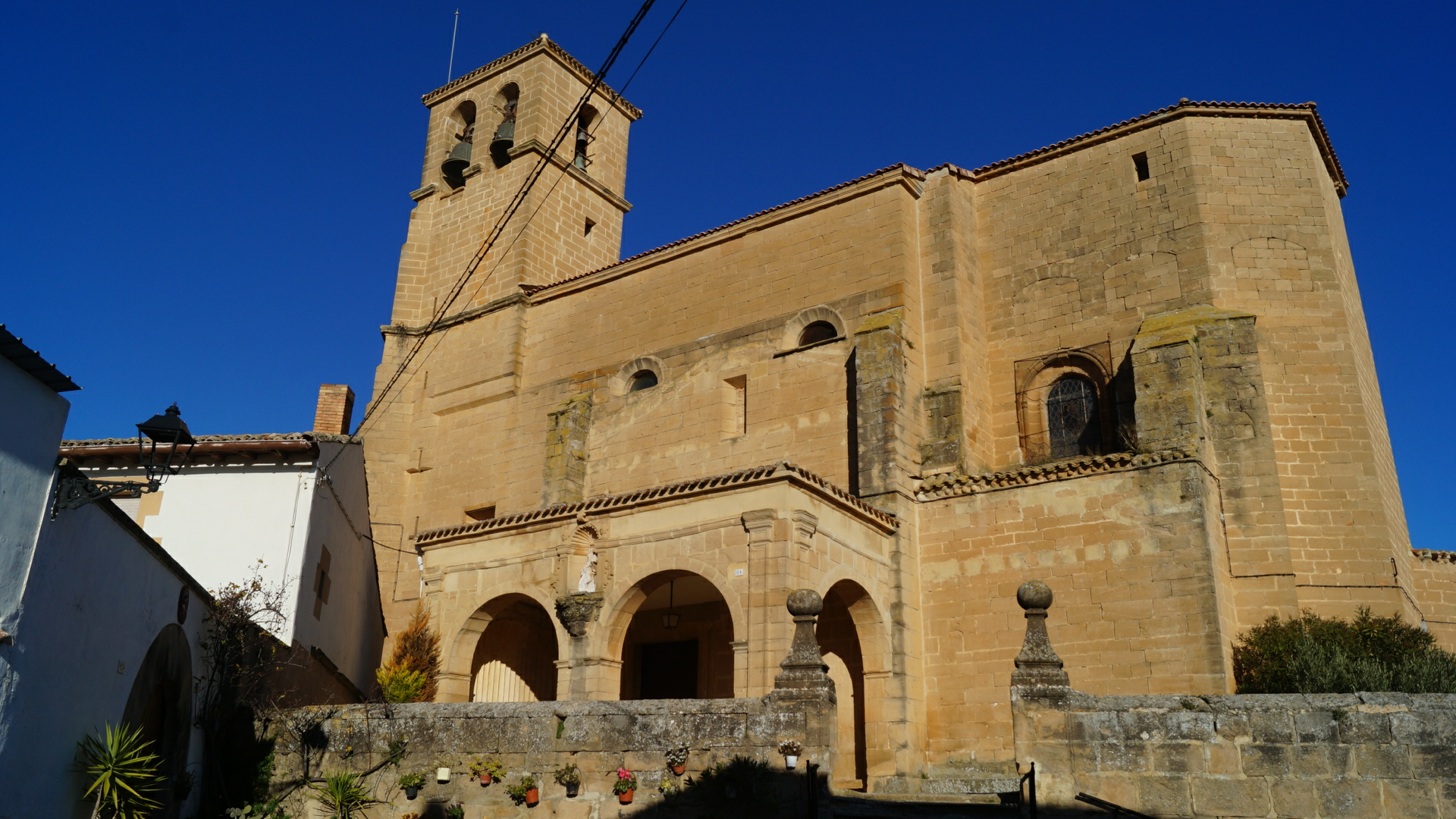
Andreaskirche
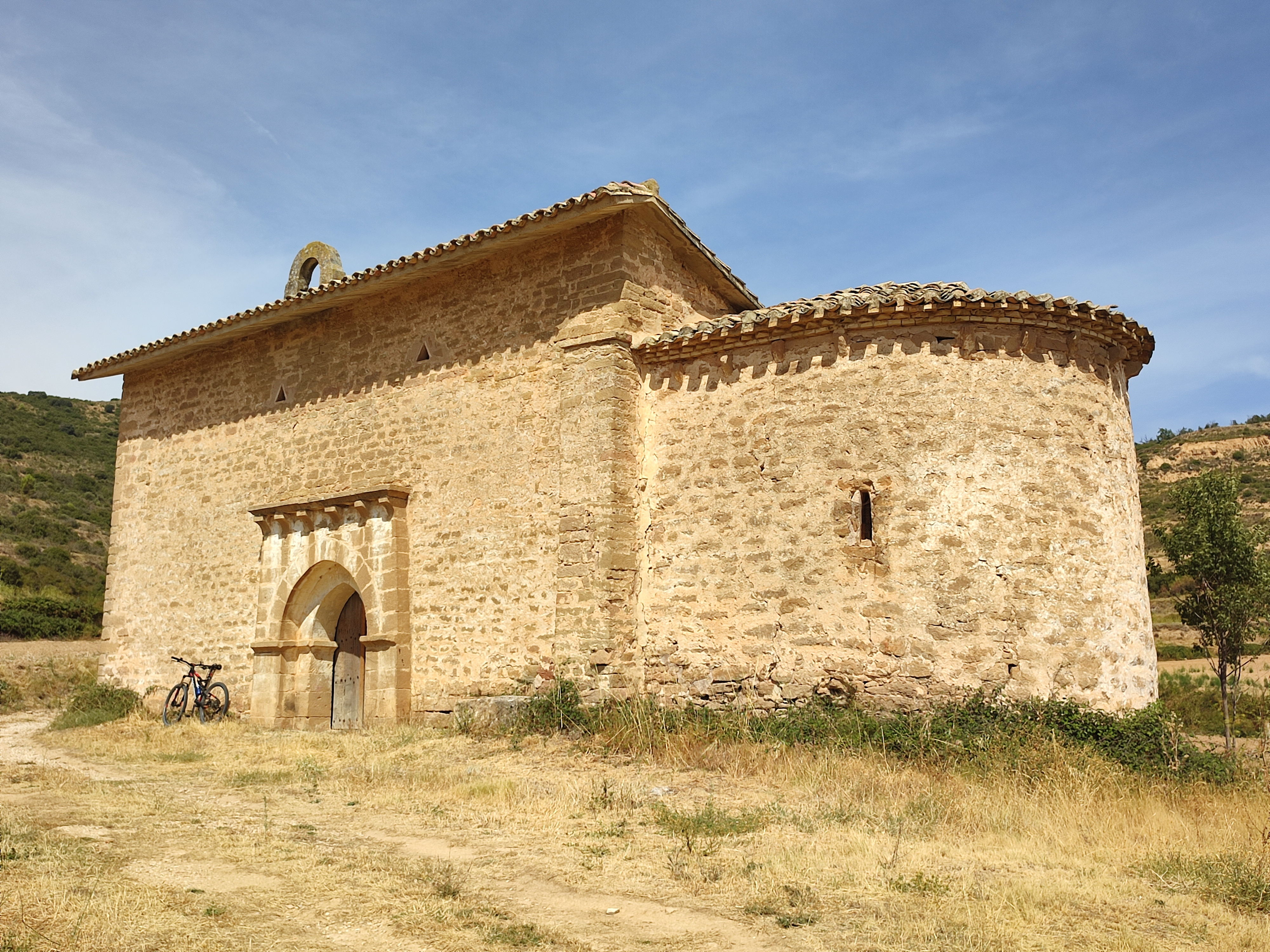
Marienkapelle
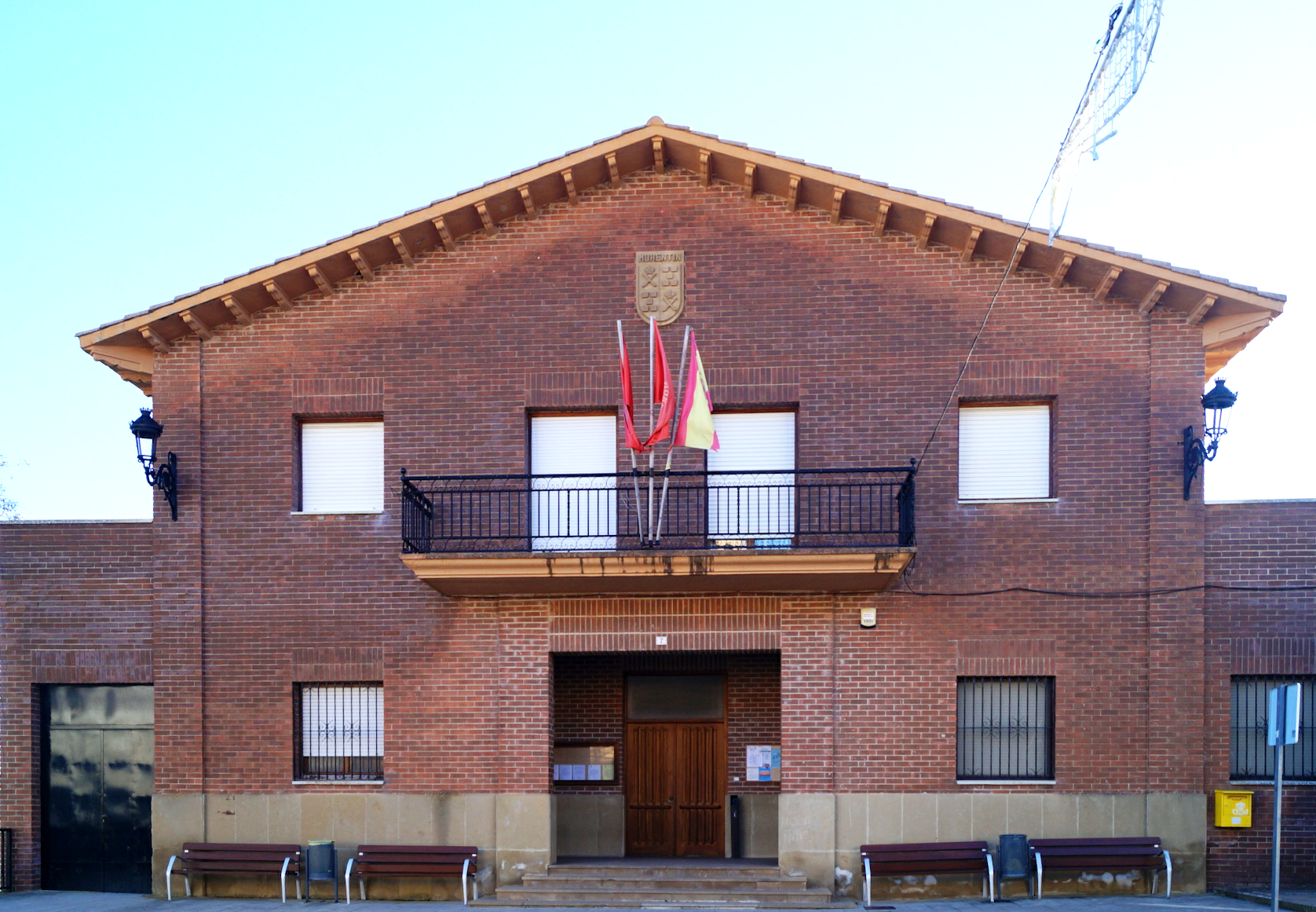
Rathaus

- Andreaskirche
- Marienkapelle
- Rathaus